# ماركو أنطونيو رويز غارسيا
ماركو أنطونيو رويز غارسيا (بالإسبانية: Marco Antonio Ruiz)‏ (12 يوليو 1969 بتامبيكو في المكسيك - ) هو لاعب كرة قدم مكسيكي في مركز الوسط. شارك مع منتخب المكسيك لكرة القدم. أما مع النوادي، فقد لعب مع تايجرز أونال ونادي غوادالاخارا ونادي كيريتارو وتامبيكو ماديرو.

## وصلات خارجية
- ماركو أنطونيو رويز غارسيا على موقع الاتحاد الدولي (مؤرشف)  (الإنجليزية)
- ماركو أنطونيو رويز غارسيا على موقع إي إس بي إن إف سي (الإنجليزية)
- ماركو أنطونيو رويز غارسيا على موقع قاعدة بيانات كرة القدم.إي يو (الإنجليزية)
- ماركو أنطونيو رويز غارسيا على موقع ناشيونال فوتبول تيمز (الإنجليزية)